# Rotación específica

Registro de la rotación óptica con un polarímetro: el plano de polarización de la luz polarizada plana (4) gira (6) a medida que pasa a través de una muestra ópticamente activa (5). Este ángulo se determina con un filtro polarizador giratorio (7).

En química, la rotación específica ([α]) es una propiedad de un compuesto químico quiral. Se define como el cambio en la orientación de la luz monocromática polarizada en un plano, por unidad de producto distancia-concentración, cuando la luz pasa a través de una muestra de un compuesto en solución. Los compuestos que giran el plano de polarización de un haz de luz polarizada plana en el sentido de las agujas del reloj se dice que son dextrorrotatorios o dextrógiros y se corresponden con valores de rotación específicos positivos, mientras que los compuestos que giran el plano de polarización de la luz polarizada plana en el sentido contrario a las agujas del reloj se dice que son levógiros y corresponden con valores negativos. Si un compuesto es capaz de rotar el plano de polarización de la luz polarizada en el plano, se dice que es “ópticamente activo”.
La rotación específica es una propiedad intensiva, distinguiéndola del fenómeno más general de la rotación óptica. Como tal, la rotación observada (α) de una muestra de un compuesto se puede utilizar para cuantificar el exceso enantiomérico de ese compuesto, siempre que se conozca la rotación específica ([α]) del compuesto enantiopuro. La variación de la rotación específica con la longitud de onda, un fenómeno conocido como dispersión rotatoria óptica, puede usarse para encontrar la configuración absoluta de una molécula. La concentración de soluciones de azúcar a veces se determina mediante la comparación de la rotación óptica observada con la rotación específica conocida.

## Definición
El Manual de Química y Física de CRC define la rotación específica como:
Para una sustancia ópticamente activa, definida por [α]θλ = α/γl, donde α es el ángulo a través del cual la luz polarizada plana es rotada por una solución de concentración de masa γ y longitud de trayectoria l. Aquí θ es la temperatura Celsius y λ la longitud de onda de la luz a la que se realiza la medición.
Los valores para la rotación específica se informan en unidades de deg·mL·g-1·dm-1, que normalmente se reducen a solo grados, donde los otros componentes de la unidad se asumen tácitamente. Estos valores siempre deben ir acompañados de información sobre la temperatura, el solvente y la longitud de onda de la luz utilizada, ya que todas estas variables pueden afectar la rotación específica. Como se señaló anteriormente, la temperatura y la longitud de onda se informan con frecuencia como un superíndice y un subíndice, respectivamente, mientras que el solvente se informa entre paréntesis o se omite si se trata de agua.

## Medición
| Compuesto         | [α]D20 [grados dm−1 cm3 g−1 ] |
| ----------------- | ----------------------------- |
| (S)-2-Bromobutano | +23.1                         |
| (R)-2-bromobutano | −23.1                         |
| D-Fructosa        | −92                           |
| D-Glucosa         | +52.7                         |
| D-Sacarosa        | +66.37                        |
| D-Lactosa         | +52.3                         |
| Alcanfor          | +44.26                        |
| Colesterol        | −31.5                         |
| Taxol A           | −49                           |
| Penicilina V      | +223                          |
| Progesterona      | +172                          |
| Testosterona      | +109                          |
| (+)-Cavicularina  | +168.2                        |

La rotación óptica se mide con un instrumento llamado polarímetro. Existe una relación lineal entre la rotación observada y la concentración de compuesto ópticamente activo en la muestra. Existe una relación no lineal entre la rotación observada y la longitud de onda de la luz utilizada. La rotación específica se calcula utilizando cualquiera de las dos ecuaciones, dependiendo de si la muestra es un químico puro que se va a analizar o ese químico disuelto en solución.

### Para líquidos puros
Esta ecuación se utiliza:
{\displaystyle [\alpha ]_{\lambda }^{T}={\frac {\alpha }{l\times \rho }}}
En esta ecuación, α es la rotación medida en grados, l es la longitud del camino en decímetros y ρ  es la densidad del líquido en g/mL, para una muestra a una temperatura T (dada en grados Celsius) y longitud de onda λ (en nanómetros). Si la longitud de onda de la luz utilizada es de 589 nanómetros (línea D del sodio), se utiliza el símbolo “D”. Siempre se da el signo de la rotación (+ o −).
{\displaystyle [\alpha ]_{D}^{20}=+6.2} °

### Para soluciones
Para las soluciones, se utiliza una ecuación ligeramente diferente:
{\displaystyle [\alpha ]_{\lambda }^{T}={\frac {\alpha }{l\times c}}}
En esta ecuación, α es la rotación medida en grados, l es la longitud del camino en decímetros, c es la concentración en g/mL, T es la temperatura a la que se tomó la medida (en grados Celsius), y λ es la longitud de onda en nanómetros.
Por razones prácticas e históricas, las concentraciones a menudo se expresan en unidades de g/100 ml. En este caso, es necesario un factor de corrección en el numerador:
{\displaystyle [\alpha ]_{\lambda }^{T}={\frac {100\times \alpha }{l\times c}}}
Al usar esta ecuación, la concentración y el solvente pueden proporcionarse entre paréntesis después de la rotación. La rotación se informa en grados y no se dan unidades de concentración (se supone que es g/100 ml). Siempre se da el signo de la rotación (+ o −). Si la longitud de onda de la luz utilizada es de 589 nanómetros (la línea D de sodio), se utiliza el símbolo "D". Si se omite la temperatura, se supone que está a temperatura ambiente estándar (20 °C).
Por ejemplo, la rotación específica de un compuesto se reportaría en la literatura científica como:
{\displaystyle [\alpha ]_{D}^{20}+6.2} ( c 1,00, EtOH)

### Tratar con rotaciones grandes y pequeñas
Si un compuesto tiene una rotación específica muy grande o una muestra está muy concentrada, la rotación real de la muestra puede ser superior a 180°, por lo que una sola medición del polarímetro no puede detectar cuándo ha ocurrido esto (por ejemplo, los valores +270° y −90° no son distinguibles, ni tampoco los valores 361° y 1°). En estos casos, medir la rotación en varias concentraciones diferentes permite determinar el valor real. Otro método sería utilizar longitudes de trayectoria más cortas para realizar las mediciones.
En casos de ángulos muy pequeños o muy grandes, también se puede utilizar la variación de rotación específica con la longitud de onda para facilitar la medición. Cambiar la longitud de onda es particularmente útil cuando el ángulo es pequeño. Muchos polarímetros están equipados con una lámpara de mercurio (además de la lámpara de sodio) para este fin.

## Aplicaciones

### Exceso enantiomérico
Si la rotación específica {\displaystyle {[\alpha ]_{\lambda }}} de un compuesto quiral puro es conocido, es posible utilizar la rotación específica observada, {\displaystyle {[\alpha ]_{\text{obs}}}} para determinar el exceso enantiomérico (ee), o "pureza óptica", de una muestra del compuesto, utilizando la fórmula:
{\displaystyle ee(\%)={\frac {[\alpha ]_{\text{obs}}\times 100}{[\alpha ]_{\lambda }}}}
Por ejemplo, si una muestra de bromo-butano medida en condiciones estándar tiene una rotación específica observada de -9,2°, esto indica que el efecto neto se debe a (9,2°/23,1°)(100%) = 40% del enantiómero R. El resto de la muestra es una mezcla racémica de los enantiómeros (30 %R y 30 %S), que no tiene una contribución neta a la rotación observada. El exceso enantiomérico es del 40%; la concentración total de R es 70%.
Sin embargo, en la práctica, la utilidad de este método es limitada, ya que la presencia de pequeñas cantidades de impurezas de alta rotación puede afectar en gran medida la rotación de una muestra determinada. Además, la rotación óptica de un compuesto puede depender de forma no lineal de su exceso enantiomérico debido a la agregación en solución. Por estas razones, generalmente se prefieren otros métodos para determinar la relación enantiomérica, como la cromatografía de gases o HPLC con una columna quiral.

### Configuración absoluta
La variación de la rotación específica con la longitud de onda se denomina dispersión rotatoria óptica (ORD). La ORD se puede usar junto con métodos computacionales para determinar la configuración absoluta de ciertos compuestos.